# Cúp AFC 2010
AFC Cup 2010 là phiên bản thứ 7 của AFC Cup, diễn ra giữa các câu lạc bộ từ các quốc gia là thành viên của Liên đoàn bóng đá châu Á.
Với việc Liên đoàn bóng đá châu Á hiện đang xem xét thể thức của AFC Champions League giữa mùa giải 2009 và 2010, những thay đổi đáng kể đã được thực hiện trong cách thi đấu, các đội đủ điều kiện tham gia AFC Cup cũng được dự kiến là từ các quốc gia khác so với các phiên bản trước.

## Phân bổ đội của các hiệp hội
Sơ đồ lịch trình độ sơ bộ cho các giải đấu của AFC năm 2010 được công bố vào năm năm 2008. Có tổng cộng 33 câu lạc bộ đủ điều kiện tham dự AFC Cup 2010 (sau đó giảm xuống còn 31).
Vòng loại (2 đội)
Các đội từ hai hiệp hội sau:
- Qatar
- Uzbekistan

Tuy nhiên, việc phân bổ các đội đá vòng loại là không cần thiết và tất cả các đội được vào thẳng vòng bảng sau khi cấm vận của FIFA với Hiệp hội bóng đá Iraq không thay đổi đến ngày 6 tháng 1 năm 2010.
Vòng bảng (32 đội)
- Các đội thắng vòng loại (sau đó vòng loại không diễn ra)
- 2 đội tham dự:
  -  Hồng Kông
  -  Iraq
  -  Jordan
  -  Kuwait
  -  Li Băng
  -  Maldives
  -  Oman
  -  Syria
  -  Yemen

Tất cả các đội từ Iraq bị loại khỏi giải sau khi cấm vận của FIFA với Iraq không thay đổi đến ngày 6 tháng 1 năm 2010.
- 1 đội tham dự:
  -  Bahrain
  -  Ấn Độ
  -  Indonesia
  -  Malaysia
  -  Singapore
  -  Thái Lan
  -  Việt Nam
- 6 đội thua vòng loại AFC Champions League 2010 (bao gồm các đội lọt vào trận chung kết AFC Cup 2009 nhưng không đáp ứng các tiêu chí của AFC để tham dự AFC Champions League 2010, do đó tự động lọt vào AFC Cup 2010)

Chú thích
- Ba đội từ các hiệp hội đứng đầu đã có cơ hội tham gia AFC Cup 2010, do đó, một trận đấu play-off đủ điều kiện đã được thêm vào lịch thi đấu (cuối cùng không diễn ra).
- Lần thứ hai trong lịch sử của Kuwait, các đội bóng của họ tham dự AFC Cup. Các câu lạc bộ của Syria một lần nữa xuất hiện trở lại sau khi vô địch giải đấu đầu tiên (Al-Jaish) năm 2004.
- Một đội bóng Qatar lần đầu tiên tham dự giải đấu.

## Các đội tham dự
Sau đây là danh sách các đội tham dự AFC Cup 2010 được xác nhận bởi AFC.
Chú thích:
•TH: Đương kim vô địch
•RU: Đương kim á quân
•1st, 2nd, 3rd,...: Vị trí tại giải quốc nội
•CW: Đội vô địch cúp quốc gia
•ACL Q: Đội thua vòng loại AFC Champions League
| Tây Á                       |                       |                     |                           |                            |
| Al-KuwaitTH (CW)1           | Al-Wahdat (1st, CW)   | Al-Nejmeh (1st)     | Al-Rayyan (3rd)2          | Al-Hilal (1st)             |
| Al-Karamah SCRU (ACLQ)      | Shabab Al-Ordon (2nd) | Al-Ahed (CW)        | Al-Ittihad (2nd)          | Al-Ahli (CW)               |
| Al-Riffa (2nd)              | Al-Qadsia (1st)       | Al-Nahda (1st)      | Al-Jaish (3rd)            | Churchill Brothers (ACL Q) |
| Kingfisher East Bengal (CW) | Kazma (2nd)           | Saham (CW)          | Nasaf Qarshi (3rd)2       |                            |
| Đông Á                      |                       |                     |                           |                            |
| Nam Hoa (1st)               | Selangor (1st)        | Geylang United (CW) | Sriwijaya FC (ACL Q)      |                            |
| Đại Phố (CW)                | VB Sports Club (1st)  | Thai Port (CW)      | SHB Đà Nẵng (ACL Q)       |                            |
| Persiwa Wamena (2nd)3       | Victory SC (CW)       | Bình Dương (2nd)    | Muangthong United (ACL Q) |                            |

1 Al-Kuwait không đáp ứng các tiêu chí cần thiết để tham dự AFC Champions League 2010, và do đó tự động lọt vào AFC Cup 2010.
2 Nasaf Qarshi sẽ thi đấu với Al-Rayyan trên sân nhà ở vòng loại, với đội thắng giành quyền tham dự vào vòng bảng (Bảng E). Tuy nhiên, cả hai đội tự động lọt vào vòng bảng sau khi hai đội từ Iraq, Arbil (Bảng C) và Najaf (Bảng B), bị loại sau khi cấm vận của FIFA với Iraq không thay đổi đến ngày 6 tháng 1 năm 2010. Do đó, số đội tham dự của giải đấu giảm xuống còn 31 đội.
3 Negeri Sembilan FA (đại diện thứ hai của Malaysia) bỏ giải, và được thay thế bởi Persiwa Wamena.

## Vòng bảng

### Bảng A
| Đội             | ST | T | H | B | BT | BB | HS  | Đ  |  | KAR | SHA | SAH | AHL |
| --------------- | -- | - | - | - | -- | -- | --- | -- |  | --- | --- | --- | --- |
| Al-Karamah      | 6  | 4 | 2 | 0 | 12 | 4  | +8  | 14 |  |     | 1–1 | 2–0 | 2–0 |
| Shabab Al-Ordon | 6  | 3 | 3 | 0 | 13 | 5  | +8  | 12 |  | 2–2 |     | 3–1 | 6–1 |
| Saham           | 6  | 1 | 2 | 3 | 5  | 11 | −6  | 5  |  | 1–4 | 0–0 |     | 1–0 |
| Al-Ahli         | 6  | 0 | 1 | 5 | 3  | 13 | −10 | 1  |  | 0–1 | 0–1 | 2–2 |     |

### Bảng B
| Đội                | ST | T | H | B | BT | BB | HS | Đ |  | KUW | CHU | HIL |
| ------------------ | -- | - | - | - | -- | -- | -- | - |  | --- | --- | --- |
| Al-Kuwait          | 4  | 2 | 2 | 0 | 13 | 5  | +8 | 8 |  |     | 7–1 | 2–2 |
| Churchill Brothers | 4  | 2 | 1 | 1 | 6  | 10 | −4 | 7 |  | 2–2 |     | 1–0 |
| Al-Hilal           | 4  | 0 | 1 | 3 | 3  | 7  | −4 | 1 |  | 0–2 | 1–2 |     |

### Bảng C
| Đội          | ST | T | H | B | BT | BB | HS  | Đ  |  | KAZ | NAS | JAI | AHE |
| ------------ | -- | - | - | - | -- | -- | --- | -- |  | --- | --- | --- | --- |
| Kazma        | 6  | 4 | 1 | 1 | 6  | 3  | +3  | 13 |  |     | 0–0 | 0–1 | 1–0 |
| Nasaf Qarshi | 6  | 3 | 2 | 1 | 12 | 4  | +8  | 11 |  | 1–2 |     | 2–1 | 4–0 |
| Al-Jaish     | 6  | 2 | 2 | 2 | 10 | 8  | +2  | 8  |  | 0–1 | 1–1 |     | 6–3 |
| Al-Ahed      | 6  | 0 | 1 | 5 | 5  | 18 | −13 | 1  |  | 1–2 | 0–4 | 1–1 |     |

### Bảng D
| Đội                    | ST | T | H | B | BT | BB | HS  | Đ  |  | QAD | ITT | NEJ | EB  |
| ---------------------- | -- | - | - | - | -- | -- | --- | -- |  | --- | --- | --- | --- |
| Al-Qadsia              | 6  | 4 | 2 | 0 | 14 | 5  | +9  | 14 |  |     | 3–0 | 1–1 | 4–1 |
| Al-Ittihad             | 6  | 3 | 1 | 2 | 10 | 8  | +2  | 10 |  | 0–0 |     | 4–2 | 2–1 |
| Al-Nejmeh              | 6  | 3 | 1 | 2 | 12 | 8  | +4  | 10 |  | 1–3 | 1–0 |     | 3–0 |
| Kingfisher East Bengal | 6  | 0 | 0 | 6 | 5  | 20 | −15 | 0  |  | 2–3 | 1–4 | 0–4 |     |

1. 1 2  Bằng điểm đối đầu (3). Hiệu số bàn thắng đối đầu: Al-Ittihad +1, Al-Nejmeh -1.

### Bảng E
| Đội       | ST | T | H | B | BT | BB | HS | Đ  |  | RAY | RIF | WAH | NAH |
| --------- | -- | - | - | - | -- | -- | -- | -- |  | --- | --- | --- | --- |
| Al-Rayyan | 6  | 5 | 0 | 1 | 16 | 7  | +9 | 15 |  |     | 0–2 | 3–0 | 3–2 |
| Al-Riffa  | 6  | 4 | 1 | 1 | 7  | 5  | +2 | 13 |  | 1–4 |     | 2–1 | 1–0 |
| Al-Wihdat | 6  | 2 | 1 | 3 | 8  | 10 | −2 | 7  |  | 2–4 | 0–0 |     | 2–0 |
| Al-Nahda  | 6  | 0 | 0 | 6 | 3  | 12 | −9 | 0  |  | 0–2 | 0–1 | 1–3 |     |

### Bảng F
| Đội        | ST | T | H | B | BT | BB | HS  | Đ  |  | SRI | BD  | SEL | VIC |
| ---------- | -- | - | - | - | -- | -- | --- | -- |  | --- | --- | --- | --- |
| Sriwijaya  | 6  | 4 | 1 | 1 | 17 | 3  | +14 | 13 |  |     | 1–0 | 6–1 | 5–0 |
| Bình Dương | 6  | 4 | 1 | 1 | 14 | 2  | +12 | 13 |  | 2–1 |     | 4–0 | 3–0 |
| Selangor   | 6  | 1 | 1 | 4 | 7  | 16 | −9  | 4  |  | 0–4 | 0–0 |     | 5–0 |
| Victory SC | 6  | 1 | 1 | 4 | 2  | 19 | −17 | 4  |  | 0–0 | 0–5 | 2–1 |     |

1. 1 2  Hiệu số bàn thắng trong tất cả các trận đấu bảng: Sriwijaya +14, Bình Dương +12.
2. 1 2  Bằng điểm đối đầu (3). Hiệu số bàn thắng đối đầu: Selangor +4, Victory SC -4.

### Bảng G
| Đội               | ST | T | H | B | BT | BB | HS  | Đ  |  | SC  | MTU | VB  | WAM |
| ----------------- | -- | - | - | - | -- | -- | --- | -- |  | --- | --- | --- | --- |
| Nam Hoa           | 6  | 4 | 1 | 1 | 12 | 5  | +7  | 13 |  |     | 0–0 | 3–1 | 6–3 |
| Muangthong United | 6  | 3 | 2 | 1 | 12 | 7  | +5  | 11 |  | 0–1 |     | 3–1 | 4–1 |
| VB Sports Club    | 6  | 3 | 0 | 3 | 12 | 11 | +1  | 9  |  | 1–0 | 2–3 |     | 4–0 |
| Persiwa Wamena    | 6  | 0 | 1 | 5 | 8  | 21 | −13 | 1  |  | 0–2 | 2–2 | 2–3 |     |

### Bảng H
| Đội            | ST | T | H | B | BT | BB | HS | Đ  |  | DN  | TP  | GEY | TAI |
| -------------- | -- | - | - | - | -- | -- | -- | -- |  | --- | --- | --- | --- |
| SHB Đà Nẵng    | 6  | 4 | 2 | 0 | 12 | 6  | +6 | 14 |  |     | 0–0 | 3–2 | 3–0 |
| Thai Port      | 6  | 3 | 2 | 1 | 8  | 5  | +3 | 11 |  | 2–3 |     | 2–2 | 2–0 |
| Geylang United | 6  | 0 | 4 | 2 | 7  | 9  | −2 | 4  |  | 1–1 | 0–1 |     | 1–1 |
| Đại Phố        | 6  | 0 | 2 | 4 | 3  | 10 | −7 | 2  |  | 1–2 | 0–1 | 1–1 |     |

## Vòng loại trực tiếp

### Vòng 16 đội
Các trận đấu diễn ra vào ngày 11 và 12 tháng 5 năm 2010.
| Đội 1       | Tỉ số                | Đội 2              |
| ----------- | -------------------- | ------------------ |
| Al-Karamah  | 1–0                  | Nasaf Qarshi       |
| Kazma       | 1–1 (a.e.t.) (6–5 p) | Shabab Al-Ordon    |
| Al-Rayyan   | 1–1 (a.e.t.) (2–4 p) | Muangthong United  |
| Nam Hoa     | 1–3                  | Al-Riffa           |
| Al-Kuwait   | 1–1 (a.e.t.) (4–5 p) | Al-Ittihad         |
| Al-Qadsia   | 2–1                  | Churchill Brothers |
| Sriwijaya   | 1–4                  | Thai Port          |
| SHB Đà Nẵng | 4–3 (a.e.t.)         | Bình Dương         |

### Tứ kết
Lễ bốc thăm các vòng đấu còn lại diễn ra tại Kuala Lumpur, Malaysia vào ngày 25 tháng 5 năm 2010. Các đội đến từ cùng một hiệp hội không được xếp cặp đối đầu nhau ở vòng tứ kết.
Các trận lượt đi diễn ra vào ngày 14 và 15 tháng 9, và các trận lượt về diễn ra vào ngày 21 và 22 tháng 9 năm 2010.
| Đội 1      | TTS | Đội 2             | Lượt đi | Lượt về |
| ---------- | --- | ----------------- | ------- | ------- |
| Al-Riffa   | 8–3 | SHB Đà Nẵng       | 3–0     | 5–3     |
| Al-Karamah | 1–2 | Muangthong United | 1–0     | 0–2     |
| Thai Port  | 0–3 | Al-Qadsia         | 0–0     | 0–3     |
| Al-Ittihad | 4–2 | Kazma             | 3–2     | 1–0     |

### Bán kết
Các trận lượt đi diễn ra vào ngày 5 tháng 10, và các trận lượt về diễn ra vào ngày 19 tháng 10 năm 2010.
| Đội 1             | TTS | Đội 2      | Lượt đi | Lượt về |
| ----------------- | --- | ---------- | ------- | ------- |
| Muangthong United | 1–2 | Al-Ittihad | 1–0     | 0–2     |
| Al-Riffa          | 3–4 | Al-Qadsia  | 2–0     | 1–4     |

### Chung kết
Trận chung kết diễn ra vào ngày 6 tháng 11 năm 2010. Đó là trận đấu một lượt và được tổ chức ở sân của một trong hai đội lọt vào trận chung kết, nhưng được chuyển đến một sân vận động khác có sức chứa lớn hơn vào thời điểm một tuần trước trận chung kết.
| Al-Qadsia                                                                                     | 1 – 1 (a.e.t.) | Al-Ittihad                                                                    |
| --------------------------------------------------------------------------------------------- | -------------- | ----------------------------------------------------------------------------- |
| Al Enezi 29'                                                                                  | Report         | Dyab 53'                                                                      |
| Loạt sút luân lưu                                                                             |                |                                                                               |
| (penalty takers may not be in correct order) · Al Ansari · Al Bloushi · Al Khatib · Al Mejmed | 2–4            | (penalty takers may not be in correct order) · Hemidi · Dyab · Dakka · Kalaji |

| Vô địch AFC Cup 2010    |
| ----------------------- |
| Syria                   |
| Al-Ittihad Lần đầu tiên |

## Các cầu thủ ghi bàn hàng đầu
| Xếp hạng | Cầu thủ                    | Câu lạc bộ     | MD1 | MD2 | MD3 | MD4 | MD5 | MD6 | R16 | QF1 | QF2 | SF1 | SF2 | F | Tổng |
| -------- | -------------------------- | -------------- | --- | --- | --- | --- | --- | --- | --- | --- | --- | --- | --- | - | ---- |
| 1        | Afonso Alves               | Al-Rayyan      | 3   | 2   |     | 2   | 1   |     | 1   |     |     |     |     |   | 9    |
| 2        | Gastón Merlo               | SHB Đà Nẵng    | 1   | 1   |     |     |     | 1   | 2   |     | 3   |     |     |   | 8    |
| 3        | Fábio César Montezine      | Al-Rayyan      | 1   |     |     | 2   | 2   | 2   |     |     |     |     |     |   | 7    |
| 3        | Huỳnh Kesley Alves         | Bình Dương     |     | 1   |     |     | 3   | 2   | 1   |     |     |     |     |   | 7    |
| 3        | Bader Al-Mutwa             | Al Qadsia      |     |     | 2   | 1   | 1   | 1   |     |     | 1   |     | 1   |   | 7    |
| 5        | Khaled Al-Azemi            | Al Kuwait      |     |     |     |     | 2   | 4   |     |     |     |     |     |   | 6    |
| 7        | Leonardo Ferreira da Silva | Nam Hoa        |     |     | 2   | 1   |     | 2   |     |     |     |     |     |   | 5    |
| 7        | Keith Gumbs                | Sriwijaya      |     | 2   | 1   |     |     | 2   |     |     |     |     |     |   | 5    |
| 7        | Ali Ashfaq                 | VB Sports Club | 1   | 1   | 1   |     | 1   | 1   |     |     |     |     |     |   | 5    |
| 7        | Anoure Obiora              | Sriwijaya      |     |     |     |     | 3   | 1   | 1   |     |     |     |     |   | 5    |
| 7        | Abdulrahman Mubarak        | Al-Riffa       |     | 1   |     |     | 1   |     | 1   |     | 1   | 1   |     |   | 5    |